# 三指雪兔子
三指雪兔子（学名：Saussurea tridactyla）是菊科风毛菊属的植物。分布于锡金、尼泊尔、不丹以及中国大陆的西藏等地，生长于海拔4,300米至5,300米的地区，多生在高山流石滩、山顶碎石间及山坡草甸，目前尚未由人工引种栽培。

## 变种
- Saussurea tridactyla Sch.-Bip. ex Hook. f. var. maiduoganla S. W. Liu